# Bigos
Bigos – tradycyjna dla kuchni polskiej, litewskiej i białoruskiej potrawa z kapusty i mięsa.

## Etymologia
Pochodzenie słowa „bigos”, według Andrzeja Bańkowskiego, jest niejasne. Mieczysław Karłowicz wywodził je od niemieckiego Beiguss (sos, podlewa), a Aleksander Brückner od Bleiguss (kawałki ołowiu).
Pierwotnie tego słowa używano do określania sposobu siekania (zsiekać na bigos, 1534), nieco później nazywano tak potrawę z siekanego mięsa (1588). W XVII w. słowo „bigos” zaczyna oznaczać także posiłek przyrządzony z resztek pozostałych z poprzednich potraw. Od XVII wieku słowo było używane również w szerszym znaczeniu jako siekanina, a w znaczeniu przenośnym mówiono: „bigosować” w bójce, czyli: siekać na drobne kawałki (np. szablą).
Według autorów niemieckiej książki kucharskiej słowo „bigos” miałoby być pochodzenia łacińskiego i oznaczać „dwa smaki”. Pierwszy człon tego wyrazu „bi” oznacza „podwójny”, a drugi człon „gos” pochodzi od „smak”. Tymi dwoma smakami miałyby być stanowiące podstawę bigosu kiszona kapusta i świeża, biała kapusta.

## Historia
Bigos w XVII–XVIII w. to potrawa z siekanego mięsa, ryb lub nawet raków z dodatkiem cytryn, limonek i octu winnego. W XVIII wieku zaczęto zastępować drogie składniki kapustą kiszoną, co było formą naśladowania elitarnej kuchni, stąd nazywano go „bigosem z kapustą”. W XIX wieku, jak podkreśla Jarosław Dumanowski, proporcje mięsa do kapusty zmieniły się i w ten sposób powstał współczesny bigos.
Mimo zmian, nadal w książkach kucharskich znajdowały się przepisy na bigos bez kapusty. Wojciech Wielądko, autor Kucharza doskonałego (1783) podaje przepis na „bigos z karpia”. Przepisy zarówno na „bigos z pozostałej pieczeni lub mięsa z jabłkami” bez kapusty, jak i na „bigos hultajski z kapustą” zawarła Lucyna Ćwierczakiewiczowa w wydanej w 1860 r. książce 365 obiadów za pięć złotych. Nawet książki wydane już w XX wieku, jak grudziądzka Nauka gotowania do użytku ludu polskiego zawierały czasem przepisy na bigos bez kapusty.
Przez wieki była to potrawa praktyczna, możliwa do przyrządzania zarówno w warunkach domowych, jak i w podróży. Można go było przygotować „na zapas”, przechowywać w piwnicach, a następnie odgrzewać, nawet po zabraniu w podróż. Służyły do tego specjalne garnki, tzw. bigośnice. Opis takiej podróży, którą odbył wraz z Henrykiem Sienkiewiczem, zawarł Zygmunt Gloger w swoich wspomnieniach.

## Sposoby przyrządzania
Istnieje wiele sposobów przygotowywania bigosu i jego odmian. Wszystkie opierają się na tych samych, zasadniczych składnikach, różniąc się jedynie niektórymi dodatkami i kolejnością ich dodawania.
Podstawowymi składnikami bigosu staropolskiego są: drobno szatkowana kapusta kiszona, kapusta świeża (niekiedy używa się tylko kiszonej), różne gatunki mięsa i wędlin, suszone grzyby, suszone śliwki (lub wędzone), cebula i przyprawy.
Całość należy dusić możliwie długo (im dłużej, tym lepiej), najlepiej kilka dni. Potrawa po przyrządzeniu powinna mieć gęstą konsystencję i ciemnobrązowy kolor, po podaniu na talerz nie powinna z niej wyciekać woda. Powinna mieć pikantny, lekko kwaskowo-słodkawy (ale nie przesadnie) smak i mieć silną woń wędzonki, śliwek i ewentualnie dziczyzny.
W czasie duszenia można podlewać wytrawnym czerwonym winem, co bardzo podnosi smak bigosu. Można dodać do bigosu, w celu uszlachetnienia smaku, niewielką ilość wina słodkiego i aromatycznego – np. malagi. Współcześnie bigos bywa również uszlachetniany dodatkiem miodu, czego nie podają jednak dawne książki kucharskie.
Smak bigosu zależy w dużym stopniu od ilości, jakości i różnorodności gatunków dodanych mięs i wędlin. W staropolskiej kuchni zużywano do bigosu pozostałe resztki szlachetnych pieczeni i wędlin, które bardzo podnosiły smak potrawy. Bigos staropolski przyrządzany był zawsze bez zasmażki.
Niektórzy dodają też do bigosu koncentrat pomidorowy (nieznany w kuchni staropolskiej) oraz zioła: kminek, majeranek, ziele angielskie. Zgodne z tradycją jest dodanie powideł śliwkowych. Według wielu przepisów mięsa powinno być wagowo tyle samo, co kapusty. Bigos można też robić wyłącznie z kapusty kiszonej, bywa jednak wtedy często zbyt kwaśny. Aby temu zapobiec, należy kapustę kiszoną przepłukać pod bieżącą wodą lub nawet wstępnie obgotować.

## Sposoby podawania

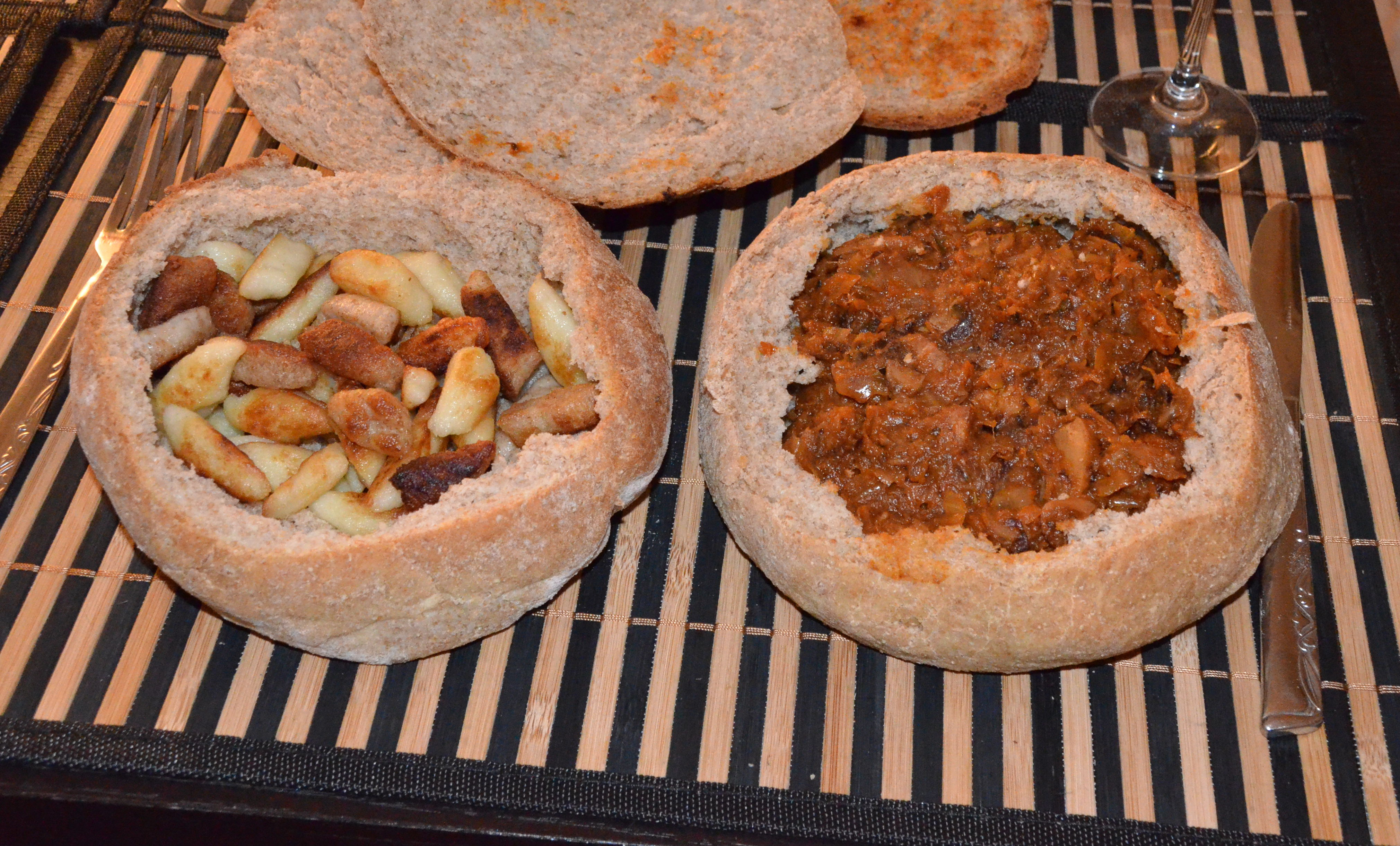
Bigos z kopytkami

Bigos tradycyjnie serwuje się najczęściej jako przystawkę gorącą lub przekąskę, podaje się z pieczywem, często razowym oraz wódką czystą lub wytrawną ziołową (myśliwska, trojanka litewska, żubrówka).
Bigos nie traci walorów smakowych przy wielokrotnym odgrzewaniu, a wręcz przeciwnie, po każdym kolejnym odgrzaniu jest coraz lepszy. Pomiędzy odgrzewaniami można bigos przemrozić, np. trzymając zimą za oknem, co również pozytywnie wpływa na jego smak. Odgrzewając bigos powinno się lekko podlewać czerwonym, wytrawnym winem, co wzbogaca jego winno-kwaskowe walory smakowe i aromat.
W kuchni staropolskiej, zwłaszcza na polowaniach, znany był „bigos z wiwatem”, polegający na ogrzewaniu przygotowanej wcześniej potrawy w garnku z pokrywką szczelnie przylepioną ciastem. Głośne „wystrzelenie” pokrywki, pod wpływem ciśnienia, oznaczało gotowość potrawy do spożycia.

## Warianty bigosu

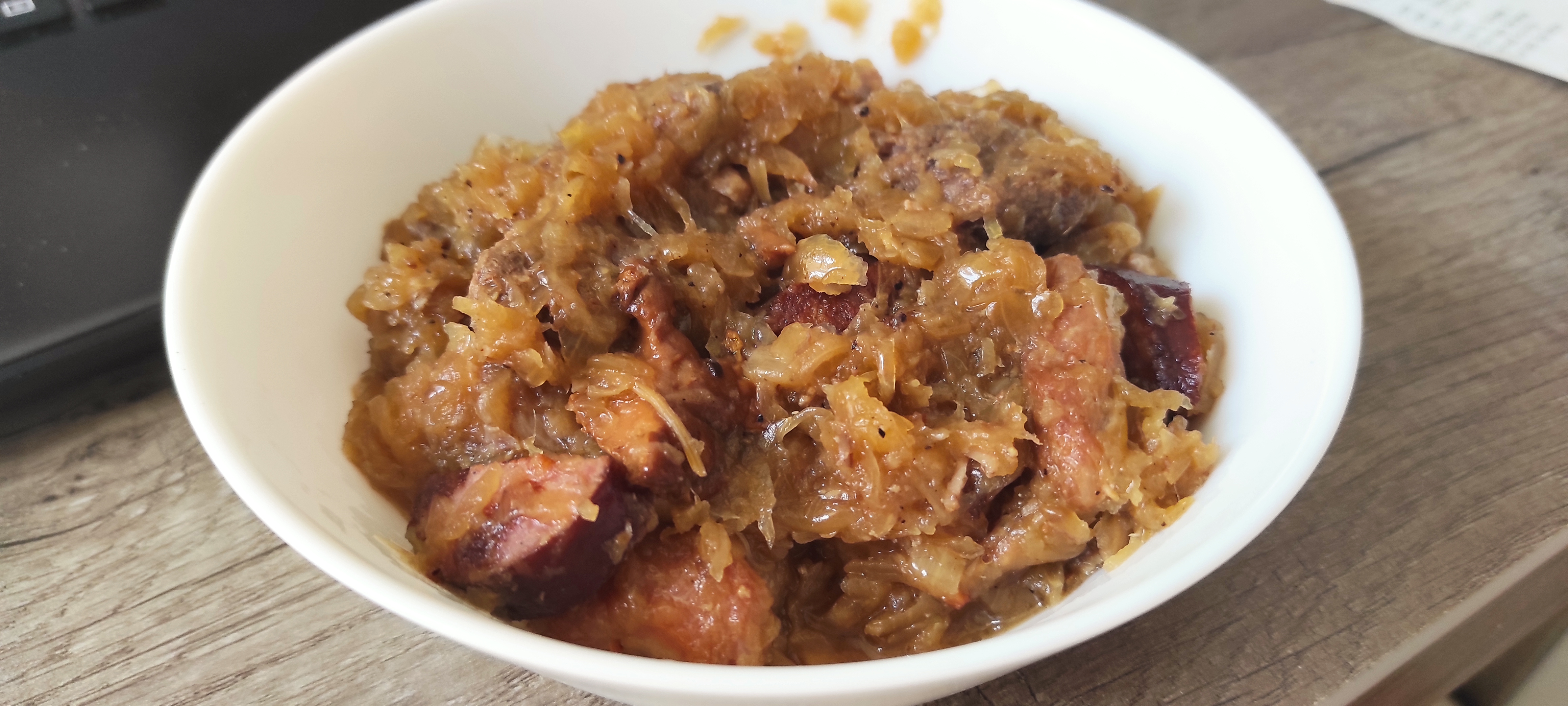
Miska bigosu

- Bigos staropolski – zawiera dwa rodzaje białej kapusty: kiszoną i świeżą oraz różne gatunki mięsa i wędlin, suszone grzyby, suszone lub wędzone śliwki, cebulę, przyprawy (kminek, majeranek, ziele, liście wawrzynu).
- Bigos litewski – zawiera kapustę z dodatkiem kwaskowych winnych jabłek.
- Bigos hultajski – zawiera szczególnie dużo drobno krajanego mięsa i słoniny.
- Bigos węgierski – doprawiany ostrą papryką i śmietaną.
- Bigos galicyjski – z białej kapusty, z ziemniakami i białą fasolą.
- Bigos myśliwski – z kawałkiem pieczeni z sarny, jelenia lub zająca i z dodatkiem niby-jagód jałowca.
- Bigos wegetariański – mięso zastępowane jest kostką sojową lub wędliną wegetariańską.
- Bigos z cukinii – bigos, w którym kapusta jest zamieniona na cukinię.

## Bigos w literaturze
- W Panu Tadeuszu Adama Mickiewicza można znaleźć pochwałę tej potrawy:

W kociołkach bigos grzano; w słowach wydać trudno bigosu smak przedziwny, kolor i woń cudną.
- Tadeusz Boy-Żeleński w Replice kobiety polskiej zażartował:

Więc te cuda polskich dziewic –
Swojskiej cnotki miły zapach –
Te gosposie i te Zosie,
Które sobie przy bigosie
Fantazjował pan Mickiewicz...
- O bigosie pamiętał Wincenty Pol w Przypowieści Pana Wełdysza:

Burka – to okrycie!
Lisy – to poszycie!
Dukat – to mi kwitek!
Miodek – to napitek!
Bigos – to potrawa!
Kulig – to zabawa!
- do bigosu odnosi się tytuł komedii Jana Drozdowskiego Bigos hultajski, czyli szkoła trzpiotów, wspomina o nim też w ostatnim monologu jeden ze sług:

Jak w pokarmie, tak w życiu są czasy, gdzie potrzebną przyprawą jest gorycz i kwasy. Podrożyły sensatów z kozy wyszłe trzpioty; Gdyby złego nie było, staniałaby cnoty. Lecz nie mnie o tym sądzić, mędrszy niech to kryśli. Powiem jednak, co w mojej roi mi się myśli: Oto dzisiejszych odmian zbiór, postać i mina jest to czysty hultajski bigos, mieszanina. Niech się nim rozum syci, my niżsi, szczęśliwi, gdy się ciało przy duszy obroczku pożywi. Tej prawdzie ten poświadczy w łaskawym odgłosie, Kto smak znalazł w morale – a morał w „Bigosie”